# Giovanna Berneri

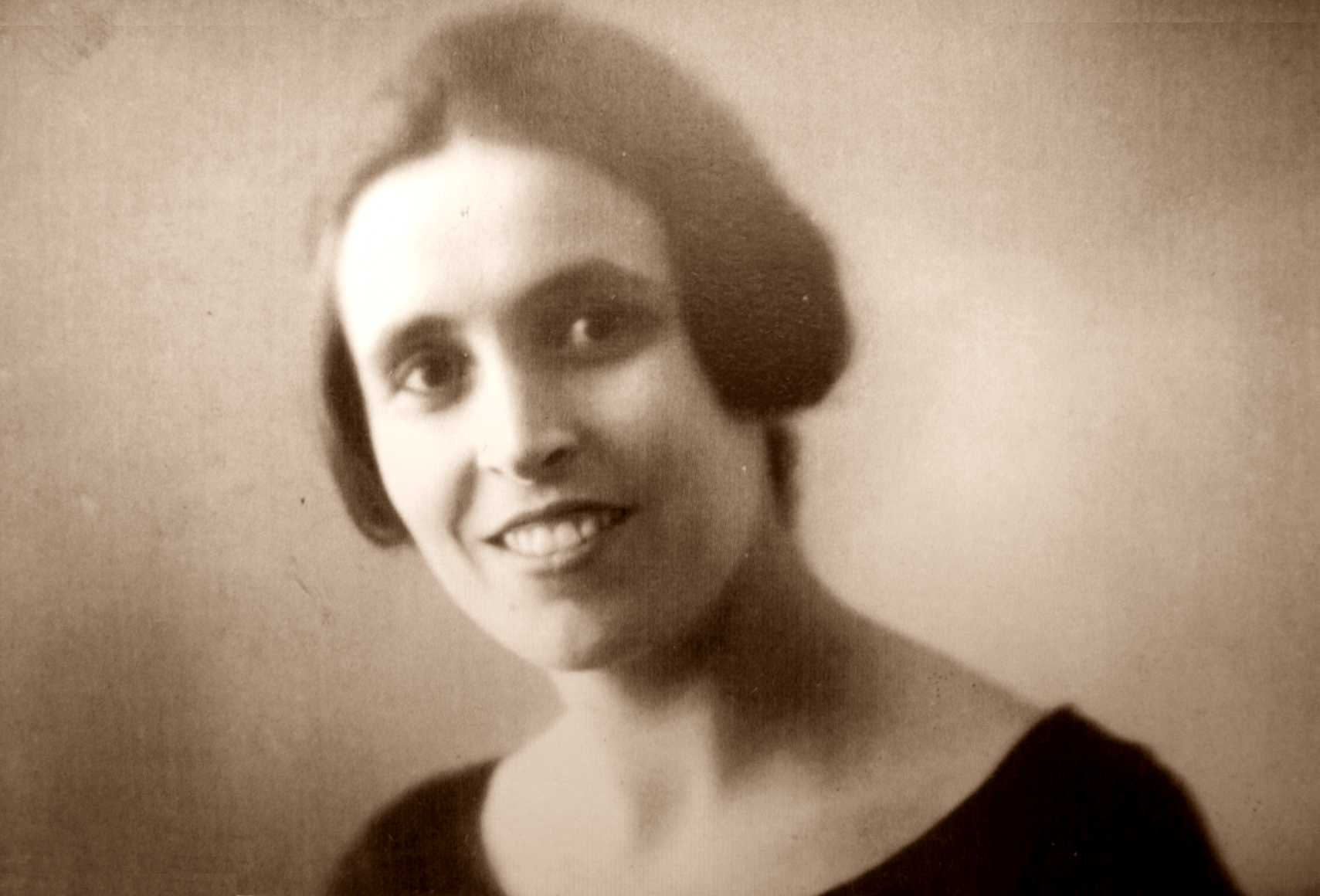
Giovanna Berneri, foto posterior a 1943

Giovannina Caleffi, más conocida como Giovanna Berneri, fue una militante anarquista italiana. Nace el 5 de mayo de 1897 en Gualtieri cerca de Reggio Emilia. El 3 de enero de 1917 se casa con Camillo Berneri y la pareja se instala en Florencia, es madre de Marie Louise Berneri y Giliana Berneri. En 1926, marchan hacia Francia donde abren una tienda para poder subsistir. Mientras Camillo sale para España en julio de 1936, ella permanece en Francia, pero se trasladará a Barcelona en 1937 tras el asesinato de su compañero por los estalinistas.
En 1940 estaba en Rennes mientras las autoridades fascistas italianas pedían su extradición. Detenida el 18 de octubre de 1940, en febrero de 1941 es llevada a Alemania y más tarde entregada a las autoridades italianas. Es condenada a un año de prisión en la provincia de Avellino. Después de su liberación vive clandestinamente en el sur del país.
En 1945 se instala en Nápoles donde despliega una gran actividad periodística: redactora de "Rivoluzione Libertaria", funda en 1946 la revista "Volonta", perteneciendo al mismo tiempo a la redacción de la revista libertaria Umanità Nova. En 1951 funda la colonia para niños y niñas "Maria Luisa Berneri" instalada en Sorrento (luego en Carrara en 1960), una colonia de vacaciones para los hijos de militantes, colonia que fundará, que funcionará y que le sobrevivirá. Su defensa del control de natalidad le valdrá varios pleitos en los años cincuenta. 
Giovanna Berneri fue en sucesivas ocasiones miembro de la Comisión de correspondencia de la Federación Anarquista Italiana (FAI). En 1958 era la administradora de la "Colonia Berneri". Giovanna Berneri murió en Génova el 14 de marzo de 1962. 

Las soluciones libertarias de todos los problemas concretos son de una sencillez extrema; tan simple que por lo general coinciden con las que propone el sentido común. Si no se aplican es porque se oponen a ello los intereses establecidos y la inercia de las tradiciones que actúan de mil maneras y con la protección del Estado.
Giovanna Berneri, La sociedad sin Estado, 1955